# تقييم تقني حيوي
التقييم التقني الحيوي يشير إلى إدراج قيمة مالية لشركة أو مشروع يعمل في مجال صناعة التقنية الحيوية. وعلى الرغم من أن صناعة التقنية الحيوية تتضمن بالإضافة إلى ذلك مجال التقنية الحيوية الزراعية و التقنية الحيوية الخاصة بصناعة الطاقة "biotech valuation" فإنها عادة ما تُستخدم في إطار شركات ومشروعات تطوير صناعة العقاقير الطبية.
تتميز طبيعة مشروعات ابتكار العقاقير الطبية بمعدلات استنزاف هائلة ونفقات رأسمالية باهظة وأطر زمنية طويلة المدى. وهذا يؤدي إلى تعقيد عملية تقييم مثل هذه المشروعات والشركات بدرجة كبيرة. ولا يمكن تطبيق كافة وسائل التقييم على هذه التفاصيل. ومن أهم وسائل التقييم وأكثرها شيوعًا صافي القيمة الحالية المعدلة بحسب المخاطر (rNPV) أو شجرة القرارات أو الخيارات الحقيقية أو الصيغ المقارنة.
ومن أهم عوامل تحديد القيمة تكلفة رأس المال أو معدل الخصم المستخدم ومدة المراحل ومعدلات نجاح المراحل والتكاليف التقديرية للمراحل والمبيعات المتوقعة بما في ذلك تكلفة السلع وتكلفة التسويق والمبيعات. وينبغي أن تنعكس الجوانب الأقل موضوعية مثل جودة الإدارة أو مدى حداثة التقنية في تقديرات التدفقات النقدية.